# Rafał Tkacz
Rafał Tkacz – polski urzędnik państwowy i politolog, doktor nauk społecznych, od 2025 Szef Krajowego Biura Wyborczego.

## Życiorys
Ukończył studia na Uniwersytecie Opolskim. W 2015 na Wydziale Historyczno-Pedagogicznym Uniwersytetu Opolskiego uzyskał stopień doktora nauk społecznych (dyscyplina: nauki o polityce) na podstawie napisanej pod kierunkiem Krzysztofa Zuby pracy pt. Specyfika wyborcza Śląska Opolskiego. Na początku XXI wieku rozpoczął pracę w delegaturze Krajowego Biura Wyborczego w Opolu, w 2006 objął funkcję jej dyrektora.
W lutym 2025 Państwowa Komisja Wyborcza wybrała go spośród trzech kandydatów na szefa Krajowego Biura Wyborczego. Rozpoczął pełnienie funkcji 4 marca tego samego roku.